# Heksagramy Yijing
Lista  Heksagramów Yijing  1-64.

## Heksagram 1
Heksagram 1 zwany 乾 (qián), "Siła". Wariacje: "kreatywny", "moc działania", "klucz", "bóg". Wewnętrzny (dolny) trygram to ☰ (乾 qián) siła = (天) niebo, zewnętrzny (górny) taki sam.

## Heksagram 2
Heksagram 2 zwany 坤 (kūn), "Pole". Wariacje: "otwarty", "przyzwolenie" oraz "przepływ". Wewnętrzny trygram to ☷ (坤 kūn) pole = (地) ziemia, Zewnętrzny trygram jest taki sam.

## Heksagram 3
Heksagram 3 zwany 屯 (chún), "Kiełkowanie". Wariacje: "trudności na początku", "gromadzenie wsparcia", "robienie zapasów". 
Wewnętrzny trygram to ☳ (震 zhèn) wstrząs = (雷) grom, zewnętrzny trygram to ☵ (坎 kǎn) otchłań = (水) woda.

## Heksagram 4
Heksagram 4 zwany 蒙 (méng), "Oskrzydlający". Wariacje: "młodzieńcza głupota", "świeży strzał/ogień", "odkrywający". Wewnętrzny trygram to ☵ (坎 kǎn) otchłań = (水) woda. Zewnętrzny trygram to ☶ (艮 gèn) ograniczenie = (山) góra.

## Heksagram 5
Heksagram 5 zwany 需 (xū), "Przystępujący". Wariacje: "czekający", "wilgotny", "przybywający". Wewnętrzny trygram znaczy ☰ (乾 qián) siła = (天) niebo, a zewnętrzny trygram to ☵ (坎 kǎn) otchłań = (水) woda.

## Heksagram 6
Heksagram 6 zwany 訟 (sòng), "Kłócący się". Wariacje: "konflikt", "proces (sądowy)". Wewnętrzny trygram to ☵ (坎 kǎn) otchłań = (水) woda, zewnętrzny to ☰ (乾 qián) siła = (天) niebo.

## Heksagram 7
Heksagram 7 zwany 師 (shī), "Przewodzący, przewodniczący". Wariacje: "armia", "oddziały". Wewnętrzny trygram to ☵ (坎 kǎn) otchłań =(水) woda, zewnętrzny to ☷ (坤 kūn) pole = (地) ziemia.

## Heksagram 8
Heksagram 8 zwany 比 (bǐ), "Grupujący". Wariacje: "trzymać razem", "przymierze". Wewnętrzny trygram to ☷ (坤 kūn) pole = (地) ziemia, zewnętrzny to ☵ (坎 kǎn) otchłań = (水) woda.

## Heksagram 9
Heksagram 9 zwany 小畜 (xiǎo chù), "Kumulujący maluczkich". Wariacje: "ujarzmiająca siła maluczkich", "małe żniwo". Wewnętrzny trygram to ☰ (乾 qián) siła = (天) niebo, zewnętrzny trygram to ☴ (巽 xùn) grunt = (水) wiatr.

## Heksagram 10
Heksagram 10 zwany 履 (lǚ), "Stąpający". Wariacje: "przeprowadzający", "trwający". Wewnętrzny trygram to ☱ (兌 duì) otwarty = (澤) bagno, zewnętrzny to ☰ (乾 qián) siła = (天) niebo.

## Heksagram 11
Heksagram 11 zwany 泰 (tài), "Przenikający/owładający/rozchodzący". Wariacje: "pokój", "wspaniałość". Wewnętrzny trygram to ☰ (乾 qián) siła = (地) niebo, zewnętrzny trygram to ☷ (坤 kūn) pole = (水) ziemia.

## Heksagram 12
Heksagram 12 zwany 否 (pǐ), "Obstrukcja". Wariacje: "zastój", "kobieta". Wewnętrzny trygram: ☷ (坤 kūn) pole = (地) ziemia, zewnętrzny trygram: ☰ (乾 qián) siła = (天) niebo.

## Heksagram 13
Heksagram 13 zwany 同人 (tóng rén), "Pojednujący ludzi". Wariacje: "zgoda z ludźmi", "gromadzenie ludzi". Wewnętrzny trygram: ☲ (離 lí) blask = (火) ogień, zewnętrzny trygram: ☰ (乾 qián) siła = (天) niebo.

## Heksagram 14
Heksagram 14 zwany 大有 (dà yǒu), "Wielkie posiadanie". Wariacje: "posiadanie w ogromnej mierze", "wielka posesja". Wewnętrzny trygram: ☰ (乾 qián) siła = (天) niebo, zewnętrzny trygram: ☲ (離 lí) blask = (火) ogień.

## Heksagram 15
Heksagram 15 zwany 謙 (qiān), "Korzący". Wariacje: "skromność". Wewnętrzny trygram: ☶ (艮 gèn) ograniczenie = (山) góra, zewnętrzny trygram: ☷ (坤 kūn) pole = (地) ziemia.

## Heksagram 16
Heksagram 16 zwany 豫 (yù), "Utrzymujący". Wariacje "entuzjazm", "nadmiar". Wariacje: ☷ (坤 kūn) pole = (地) ziemia, zewnętrzny trygram: ☳ (震 zhèn) wstrząs = (雷) grom
15 - 16 Od skromności po entuzjazm.
Poszukujący, który idzie własną drogą poczuje się zachwycony.
Jak wóz zjeżdżający w dół, podczas tak łatwego przejazdu może nabrać niebezpiecznej prędkości i nie zdążyć skręcić na niespodziewanym zakręcie. Stąd też, zbyt wiele entuzjazmu może zmieść z drogi.

## Heksagram 17
Heksagram 17 zwany 隨 (suí), "Podążający". Wewnętrzny trygram: ☳ (震 zhèn) wstrząs = (雷) grom, zewnętrzny trygram: ☱ (兌 duì) otwarte = (兌) bagno.

## Heksagram 18
Heksagram 18 zwany 蠱 (kŭ), "Psujący". Wariacje: "pracuj nad tym, co zgniło", "gałąź". Wewnętrzny trygram: ☴ (巽 xùn) grunt = (風) wiatr, zewnętrzny trygram: ☶ (艮 gèn) ograniczenie = (山) góra.

## Heksagram 19
Heksagram 19 zwany 臨 (lín), "Zbliżający". Wariacje: "podchodzić", "las". Wewnętrzny trygram ☱ (兌 duì) otwarte = (澤) bagno, zewnętrzny trygram ☷ (坤 kūn) pole = (地) ziemia.

## Heksagram 20
Heksagram 20 zwany 觀 (guān), "Oglądający". Wariacje: "kontemplacja (widok)", "szukać". Wewnętrzny trygram: ☷ (坤 kūn) pole = (地) ziemia, zewnętrzny trygram: ☴ (巽 xùn) grunt = (巽) wiatr.

## Heksagram 21
Heksagram 21 zwany 噬嗑 (shì kè), "Rozdzierające ugryzienie". Wariacje: "przegryźć się", "gryzący i żujący". Wewnętrzny trygram: ☳ (震 zhèn) wstrząs = (雷) grom, zewnętrzny trygram: ☲ (離 lí) blask = (火) ogień.

## Heksagram 22
Heksagram 22 zwany 賁 (bì), "Zdobiący". Wariacje: "łaska/gracja", "luksus". Wewnętrzny trygram: ☲ (離 lí) blask = (火) ogień, zewnętrzny trygram: ☶ (艮 gèn) granica = (山) góra.

## Heksagram 23
Heksagram 23 zwany 剝 (bō), "Zdzierający". Wariacje: "rozdzielający", "obdzierający ze skóry". Wewnętrzny trygram: ☷ (坤 kūn) pole = (地) ziemia, zewnętrzny trygram: ☶ (艮 gèn) ograniczenie = (山) góra.

## Heksagram 24
Heksagram 24 zwany 復 (fù), "Powracający". Wariacje: "zwrot". Wewnętrzny trygram: ☳ (震 zhèn) wstrząs = (雷) grom, zewnętrzny trygram: (坤 kūn) pole = (地) ziemia.

## Heksagram 25
Heksagram 25 zwany 無妄 (wú wàng), "Bez zaangażowania". Wariacje: "niewinność (niespodziewane)", "zaraza". Wewnętrzny trygram: ☳ (震 zhèn) wstrząs = (雷) grom, zewnętrzny trygram: ☰ (乾 qián) siła = (天) niebo.

## Heksagram 26
Hexagram 26 zwany 大畜 (dà chù), "Wielce akumulujący". Wariacje: "ujarzmiająca moc dla wielkich", "wielkie gromadzenie", "potencjalna energia" Wewnętrzny trygram: ☰ (乾 qián) siła = (天) niebo, zewnętrzny trygram: ☶ (艮 gèn) ograniczenie = (山) góra.

## Heksagram 27
Heksagram 27 zwany 頤 (yí), "Połykający". Wariacje: "kąciki ust (karmienie)", "szczęki", "wygoda/bezpieczeństwo". Wewnętrzny trygram: ☳ (震 zhèn) wstrząs = (雷) grom, zewnętrzny trygram: ☶ (艮 gèn) ograniczenie = (山) góra.

## Heksagram 28
Heksagram 28 zwany 大過 (dà guò), "Wielce przekraczający/niezmierny". Wariacje: "przewaga wielkich", "wielce przewyższający", "masa krytyczna." Wewnętrzny trygram: ☴ (巽 xùn) grunt = (風) wiatr, zewnętrzny trygram ☱ (兌 duì) otwarte = (澤) bagno.

## Heksagram 29
Heksagram 29 zwany 坎 (kǎn), "Otchłań". Wariacje: "bezdenny (woda)", "powtórzone wpadnięcie w pułapkę". Wewnętrzny trygram: ☵ (坎 kǎn) otchłań = (水) woda, zewnętrzny trygram taki sam.

## Heksagram 30
Heksagram 30 zwany 離 (lí), "Blask". Wariacje: "lgnięcie, ogień", "sieć". Wewnętrzny trygram: ☲ (離 lí) blask = (火) ogień, zewnętrzny taki sam. Pochodzenie znaku ma swoje korzenie w symbolu ptaków z długimi ogonami takich jak paw czy feniks.

## Heksagram 31
Heksagram 31 zwany 咸 (xián), "Kojarzący/łączący". Wariacje: "wpływ (dążący, zalecający się)", "uczucia". Wewnętrzny trygram: ☶ (艮 gèn) ograniczenie = (山) góra, zewnętrzny trygram: ☱ (兌 duì) otwarte = (澤) bagno.

## Heksagram 32
Heksagram 32 zwany 恆 (héng), "Nieustawający". Wariacje: "trwanie", "stałość". Wewnętrzny trygram: ☴ (巽 xùn) grunt = (風) wiatr, zewnętrzny trygram: ☳ (震 zhèn) wstrząs = (雷) grom.

## Heksagram 33
Heksagram 33 zwany 遯 (dùn), "Wycofujący". Wariacje: "odwrót", "ulegający". Wewnętrzny trygram: ☶ (艮 gèn) ograniczenie = (山) góra, Zewnętrzny trygram: ☰ (乾 qián) siła = (天) niebo.

## Heksagram 34
Heksagram 34 zwany 大壯 (dà zhuàng), "Wielce wzmacniający". Wariacje: "moc wielkiego", "ogromna dojrzałość". Wewnętrzny trygram: ☰ (乾 qián) siła = (天) niebo, Zewnętrzny trygram: ☳ (震 zhèn) wstrząs = (雷) grom.

## Heksagram 35
Heksagram 35 zwany 晉 (jìn), "Prosperujący". Wariacje: "postęp". Wewnętrzny trygram: ☷ (坤 kūn) pole = (地) ziemia, Zewnętrzny trygram: ☲ (離 lí) blask = (火) ogień.

## Heksagram 36
Heksagram 36 zwany 明夷 (míng yí), “Zaciemniający światło” Wariacje: "zraniona błyskotliwość", "ukryta inteligencja". Wewnętrzny trygram: ☲ (離 lí) blask = (火) ogień, Zewnętrzny trygram : ☷ (坤 kūn) pole = (地) ziemia.

## Heksagram 37
Heksagram 37 zwany 家人 (jiā rén), "Mieszkający ludzie". Wariacje: "rodzina (klan)" ,"członkowie rodziny". Wewnętrzny trygram: ☲ (離 lí) blask = (火) ogień, Zewnętrzny trygram: ☴ (巽 xùn) grunt = (風) wiatr.

## Heksagram 38
Heksagram 38 zwany 睽 (kuí), "Polaryzujący". Wariacje: "przeciwieństwo", "wypaczenie". Wewnętrzny trygram : ☱ (兌 duì) otwarte = (澤) bagno, Zewnętrzny trygram : ☲ (離 lí) blask = (火) ogień.

## Heksagram 39
Heksagram 39 zwany 蹇 (jiǎn), "Utykający". Wariacje: "obstrukcja", "na nogach". Wewnętrzny trygram : ☶ (艮 gèn) ograniczenie = (山) góra, Zewnętrzny trygram : ☵ (坎 kǎn) otchłań = (水) woda.

## Heksagram 40
Heksagram 40 zwany 解 (xiè), "Rozdzielający". Wariacje: "dostarczenie", "rozplątany". Wewnętrzny trygram : ☵ (坎 kǎn) otchłań = (水) woda, Zewnętrzny trygram : ☳ (震 zhèn) wstrząs = (雷) grom.

## Heksagram 41
Heksagram 41 zwany 損 (sǔn), "Zanikający". Wariacje: "malejący". Wewnętrzny trygram : ☱ (兌 duì) otwarte = (澤) bagno, Zewnętrzny trygram : ☶ (艮 gèn) ograniczenie = (山) góra.

## Heksagram 42
Heksagram 42 zwany 益 (yì), "Powiększający". Wariacje: "wzrost (zwiększać)". Wewnętrzny trygram : ☳ (震 zhèn) wstrząs = (雷) grom, Zewnętrzny trygram : ☴ (巽 xùn) grunt = (風) wiatr.

## Heksagram 43
Heksagram 43 zwany 夬 (guài), "Dzielący". Wariacje: "przełamywać (rezolutność)", "rezolutność". Wewnętrzny trygram : ☰ (乾 qián) siła = (天) niebo, Zewnętrzny trygram : ☱ (兌 duì) otwarte = (澤) bagno.

## Heksagram 44
Heksagram 44 zwany 姤 (gòu), "Kojarzący/łączący w pary". Wariacje: "poznać się", "spotkanie". Wewnętrzny trygram : ☴ (巽 xùn) grunt = (風) wiatr, Zewnętrzny trygram : ☰ (乾 qián) siła = (天) niebo.

## Heksagram 45
Heksagram 45 zwany 萃 (cuì), "Skupiający". Wariacje: "gromadzić", "skończony". Wewnętrzny trygram : ☷ (坤 kūn) pole = (地) ziemia, Zewnętrzny trygram : ☱ (兌 duì) otwarte = (澤) bagno.

## Heksagram 46
Heksagram 46 zwany 升 (shēng), "Pnący się". Wariacje: "pchający w górę". Wewnętrzny trygram : ☴ (巽 xùn) grunt = (風) wiatr, Zewnętrzny trygram : ☷ (坤 kūn) pole = (地) ziemia.

## Heksagram 47
Heksagram 47 zwany 困 (kùn), "Krępujący". Wariacje: "opresja (wyczerpanie)", "wplątany". Wewnętrzny trygram : ☵ (坎 kǎn) otchłań = (水) woda, Zewnętrzny trygram : ☱ (兌 duì) otwarte = (澤) bagno.

## Heksagram 48
Heksagram 48 zwany 井 (jǐng), "Dążący do źródła". Wariacje: "studnia". Wewnętrzny trygram : ☴ (巽 xùn) grunt = (風) wiatr, Zewnętrzny trygram : ☵ (坎 kǎn) otchłań = (水) woda.

## Heksagram 49
Heksagram 49 zwany 革 (gé), "Obdzierający ze skóry". Wariacje: "rewolucja (linienie)", "uzda". Wewnętrzny trygram : ☲ (離 lí) blask = (火) ogień, Zewnętrzny trygram : ☱ (兌 duì) otwarte = (澤) bagno.

## Heksagram 50
Heksagram 50 zwany 鼎 (dǐng), "Trzymający". Wariacje: "kocioł". Wewnętrzny trygram : ☴ (巽 xùn) grunt = (風) wiatr, Zewnętrzny trygram : ☲ (離 lí) blask = (火) ogień.

## Heksagram 51
Heksagram 51 zwany 震 (zhèn), "Wstrząs". Wariacje: "rozbudzający (szok, wstrząs, grom)" "grom". Wewnętrzny i zewnętrzny trygram: ☳ (震 zhèn) wstrząs = (雷) grom.

## Heksagram 52
Heksagram 52 zwany 艮 (gèn), "Ograniczenie". Wariacje: "bezruch, góra", "ciągły". Wewnętrzny i zewnętrzny trygram: ☶ (艮 gèn) ograniczenie = (山) góra.

## Heksagram 53
Heksagram 53 zwany 漸 (jiàn), "Infiltrujący". Wariacje: "rozwój (stopniowy process)", "wyprzedzenie, posunięcie naprzód". Wewnętrzny trygram : ☶ (艮 gèn) ograniczenie = (山) góra, Zewnętrzny trygram : ☴ (巽 xùn) grunt = (風) wiatr.

## Heksagram 54
Heksagram 54 zwany 歸妹 (guī mèi), "Nawracający dziewicę". Wariacje: "poślubienie dziewicy", "powracająca dziewica, zwrócenie dziewicy". Wewnętrzny trygram : ☱ (兌 duì) otwarte = (澤) bagno, Zewnętrzny trygram : ☳ (震 zhèn) wstrząs = (雷) grom.

## Heksagram 55
Heksagram 55 zwany 豐 (fēng), "Bycie w obfitości". Wariacje: "mnóstwo, dodatek, obfitość", "pełnia". Wewnętrzny trygram : ☲ (離 lí) blask = (火) ogień, Zewnętrzny trygram : ☳ (震 zhèn) wstrząs = (雷) grom.

## Heksagram 56
Heksagram 56 zwany 旅 (lǚ), "Goszczący". Wariacje: "tułacz", "podróżujący". Wewnętrzny trygram : ☶ (艮 gèn) ograniczenie = (山) góra, Zewnętrzny trygram : ☲ (離 lí) blask = (火) ogień.

## Heksagram 57
Heksagram 57 zwany 巽 (xùn), "Grunt". Wariacje: "łagodny (penetrujący, wiatr)", "kalkulacje, obliczenia". Wewnętrzny i zewnętrzny trygram: ☴ (巽 xùn) grunt = (風) wiatr.

## Heksagram 58
Heksagram 58 zwany 兌 (duì), "Otwarty". Wariacje: "radosny, jezioro", "uzurpacja". Wewnętrzny i zewnętrzny: ☱ (兌 duì) otwarte = (澤) bagno.

## Heksagram 59
Heksagram 59 zwany 渙 (huàn), "Rozwiewający". Wariacje: "rozproszenie (rozwiązanie, unieważnienie)", "rozśrodkowanie, rozproszenie". Wewnętrzny trygram : ☵ (坎 kǎn) otchłań = (水) woda, Zewnętrzny trygram : ☴ (巽 xùn) grunt = (風) wiatr.

## Heksagram 60
Heksagram 60 zwany 節 (jié), "Wyrażający, zrozumiały". Wariacje: "ograniczenie", "umiarkowanie". Wewnętrzny trygram : ☱ (兌 duì) otwarte = (澤) bagno, Zewnętrzny trygram : ☵ (坎 kǎn) otchłań = (水) woda.

## Heksagram 61
Heksagram 61 zwany 中孚 (zhōng fú), "Wracający do środka". Wariacje: "wewnętrzna prawda", "centralny powrót". Wewnętrzny trygram : ☱ (兌 duì) otwarte = (澤) bagno, Zewnętrzny trygram : ☴ (巽 xùn) grunt= (風) wiatr.

## Heksagram 62
Heksagram 62 zwany 小過 (xiǎo guò), "Nieznacznie wykraczający". Wariacje: "przewaga małych", "niewielkie przekroczenie". Wewnętrzny trygram : ☶ (艮 gèn) ograniczenie = (山) góra, Zewnętrzny trygram : ☳ (震 zhèn) wstrząs = (雷) grom.

## Heksagram 63
Heksagram 63 zwany 既濟 (jì jì), "Już forsujący bród". Wariacje: "po skończeniu", "wykonany". Wewnętrzny trygram : ☲ (離 lí) blask = (火) ogień, Zewnętrzny trygram : ☵ (坎 kǎn) otchłań = (水) woda.

## Heksagram 64
Heksagram 64 zwany 未濟 (wèi jì), "Jeszcze nie brodzący". Wariacje: "przed ukończeniem", "jeszcze nie ukończony". Wewnętrzny trygram : ☵ (坎 kǎn) otchłań = (水) woda, Zewnętrzny trygram : ☲ (離 lí) blask = (火) ogień.